# (3195) Fedchenko
(3195) Fedchenko (1978 PT2) – planetoida z pasa głównego asteroid okrążająca Słońce w ciągu 4,97 lat w średniej odległości 2,91 au. Odkryta 8 sierpnia 1978 roku.